# 雅各·路德維克·索別斯基
雅各·路德維克·索別斯基（波蘭語：Jakub Ludwik Sobieski，1667年11月2日—1737年12月19日），波蘭國王揚三世·索別斯基與王后瑪麗亞·卡齊米埃拉·達爾昆的長子，奧瓦瓦公爵（1691年–1737年）。

## 家庭
1691年，雅各·路德維克與普法爾茨選侯約翰·威廉的妹妹海德薇希·伊莉莎白·艾瑪莉亞結婚，兩人共有三個女兒：
1. 瑪麗亞·卡齊米埃拉（波兰语：Maria Kazimiera Sobieska (młodsza)）（1695年—1723年）
2. 瑪麗亞·卡羅琳娜（英语：Maria Karolina Sobieska）（1697年—1740年）
3. 瑪麗亞·克蕾門蒂娜（1702年—1735年）